# 姜思毅
姜思毅（1920年—2009年1月1日），天津人，中国人民解放军将领、中国人民解放军中将。

## 生平
1936年加入中国共产党。1988年，授予中国人民解放军中将，曾任军事科学院副院长。